# Bashiki Idrissou
Bashiki Idrissou, né le 22 novembre 1992, est un coureur cycliste béninois.

## Biographie
En 2017, Bashiki Idrissou connaît ses premières sélections en équipe nationale. Cette même année, il se classe deuxième du championnat du Bénin. L'année suivante, il est sacré champion national à Glazoué.
En septembre 2019, il échoue à conserver son titre national en terminant deuxième du championnat du Bénin. Deux mois plus tard, il se classe neuvième d'une étape au Tour du Sénégal.

## Palmarès
- 2017
  - 2e du championnat du Bénin sur route
- 2018
  -  Champion du Bénin sur route
- 2019
  - 2e du championnat du Bénin sur route
- 2021
  -  Champion du Bénin sur route